# Nigel Doughty

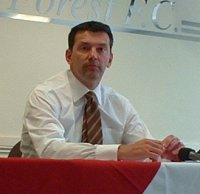
Nigel Doughty, 2005

Nigel Doughty (* 12. Dezember 1957 in Newark-on-Trent, Nottinghamshire; † 4. Februar 2012 in Skillington, Lincolnshire) war ein englischer Fußballfunktionär und Geschäftsmann.

## Laufbahn
Doughty war Vorsitzender von Doughty Hanson & Co, einer international tätigen britischen Investmentfirma, die er 1985 zusammen mit Richard Hanson gegründet hatte.
Ab April 2002 war er Vorsitzender und Besitzer des Fußballvereins Nottingham Forest, bei dem er zusammen mit Chief Executive Mark Arthur zur Führungsspitze zählte. Zuvor amtierte er bereits als Vorstand und Präsident bei diversen Unternehmen wie Umbro und Tumi. Im Oktober 2011 erklärte er seinen Rücktritt als Präsident bei Nottingham Forest.
Am 4. Februar 2012 starb Doughty während eines Trainings in seinem häuslichen Fitnessraum in Skillington.

## Privates
Sein Sohn Michael Doughty spielt aktiv als Fußballprofi bei Swindon Town.